# Obere Ihleniederung
Die Obere Ihleniederung liegt in der Gemarkung Ritterhude der gleichnamigen Gemeinde im Landkreis Osterholz, direkt westlich der Ortschaft und nördlich des Verlaufes der B 74.

## Naturschutzgebiet
1988 erfolgte die Unterschutzstellung der Oberen Ihleniederung als Naturschutzgebiet durch die ehemalige Bezirksregierung Lüneburg. Das Schutzgebiet hat eine Größe von 14,17 Hektar. Es gehört zur naturräumlichen Region Stader Geest und trägt das statistische Kennzeichen NSG LÜ 161.
Schutzzweck ist die „Erhaltung und Entwicklung des von Hangwasserzufluss geprägten Ihlequellbereiches (auch als Meermoor bezeichnet) als Lebensraum bedrohter Pflanzen- und Tierarten der Quell-, Nieder- und Zwischenmoore“.

## Natur
Das Tal des Baches Ihle entstand durch einen Erdfall, der durch die Auslaugung eines unterirdischen Salzstockes verursacht wurde. Hier bildete sich zunächst ein Niedermoor, das sich dann zum Hochmoor weiterentwickelte. Durch das Hochmoorwachstum wurde der Senkungsprozess ausgeglichen, was eine Torfmächtigkeit von bis zu acht Metern entstehen ließ. Allerdings ist das Hochmoor inzwischen durch Torfabbau und Entwässerung weitgehend wieder verschwunden.
Heute fließt der Oberlauf der Ihle durch ein flaches Tal und wird dabei von feuchten und nassen Gebüsch- und Waldgesellschaften gesäumt. Teilweise sind Grünlandflächen vorhanden, die nach der Unterschutzstellung brach liegen. Das Gebiet ist von großer Bedeutung für gefährdete Pflanzenarten.

## Andere Schutzgebiete, Betreuung
In der Nähe befindet sich das Naturschutzgebiet LÜ 188 „Heerweger Moor und Quellbereiche der Ritterhuder Beeke“. Bei der Betreuung des Naturschutzgebietes wirkt die Biologische Station Osterholz mit, die auch Pflegemaßnahmen im Gebiet durchgeführt hat.